# Leucemia
La leucemia è un termine con il quale si indica un insieme di vari tipi di neoplasie caratterizzati dalla trasformazione neoplastica di un precursore di una qualche cellula emopoietica (dipende dal tipo di leucemia) e si traduce in un numero elevato di globuli bianchi nel sangue e nel midollo osseo. A seconda che la leucemia sia cronica o acuta, possiamo avere una maggiore o minore quota di cellule non ben differenziate dette "blasti" .
Le cellule staminali emopoietiche, che si trovano nel midollo osseo rosso, danno origine a due linee cellulari:
- La linea mieloide, da cui originano i globuli rossi, alcuni tipi di globuli bianchi (granulociti e monociti) e le piastrine.
- La linea linfoide, da cui originano i linfociti (un altro tipo di globuli bianchi).

A seconda della linea cellulare verso cui evolve il clone leucemico si parla di leucemia linfoblastica acuta (LLA), leucemia mieloide acuta (LMA), leucemia linfatica cronica (LLC), leucemia mieloide cronica (LMC) eccetera . La leucemia è parte di un più ampio gruppo di neoplasie che colpiscono il sangue, il midollo osseo e il sistema linfatico, conosciuti come "tumori dei tessuti ematopoietici e linfoidi".
Il quadro clinico della leucemia è il tumore del sangue. Si tratta di un'invasione del midollo da parte del clone neoplastico, con conseguente distruzione delle cellule emopoietiche normali: il paziente affetto da leucemia sviluppa dunque anemia per insufficiente produzione di globuli rossi, infezioni frequenti e gravi per la ridotta produzione di globuli bianchi ed emorragia a causa di ridotta produzione di piastrine.
La diagnosi viene solitamente formulata grazie ad analisi del sangue o tramite una biopsia del midollo osseo. La causa esatta della condizione è ancora sconosciuta. Diversi tipi di leucemia si ritiene abbiano diverse cause. Diversi fattori, sia genetici che ambientali, sono ritenuti come possibili fattori di rischio come il fumo, l'esposizione alle radiazioni ionizzanti o ad alcune sostanze chimiche (come il benzene), una precedente cura chemioterapica e la sindrome di Down. Gli individui con una storia familiare di leucemia sono maggiormente a rischio.
Il trattamento comporta la combinazione tra chemioterapia, radioterapia, terapia mirata e trapianto di midollo osseo, in aggiunta alla terapia di supporto e alle eventuali cure palliative. Alcuni tipi di leucemia possono essere gestiti tramite una "vigile attesa". Il successo del trattamento dipende dal tipo di leucemia e dall'età del paziente. Il tasso di sopravvivenza media negli Stati Uniti a cinque anni è del 57%. Nei bambini sotto i 15 anni, la sopravvivenza a cinque anni è superiore al 60% e all'85%, a seconda del tipo.
Nel 2012 la leucemia ha colpito 352 000 persone in tutto il mondo ed è stata causa di 265 000 decessi. Si riscontra con maggior frequenza nel mondo sviluppato.
Le leucemie pediatriche coprono un importante impatto sociale sia per le famiglie sia per il paziente. La qualità della vita viene irreparabilmente danneggiata e talvolta le leucemie pediatriche riescono a essere una importante barriera sociale; il ciò costituisce per il paziente un enorme svantaggio che comporta isolamento, sviluppo di ansia e stress.

## Storia

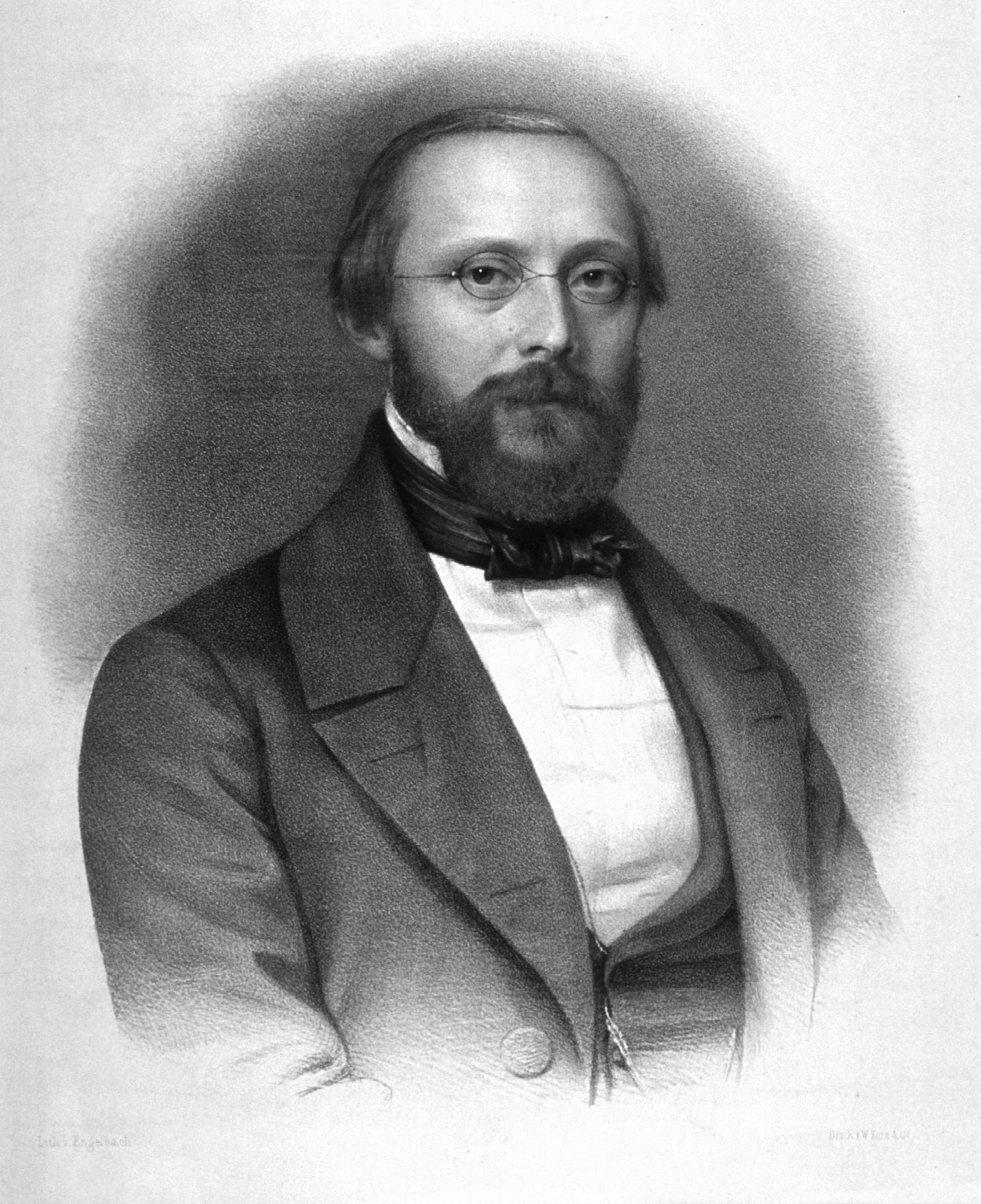
Rudolf Virchow

La prima pubblicazione scientifica di un caso di leucemia in letteratura medica risale al 1827, quando il medico francese Alfred-Armand-Louis-Marie Velpeau descrisse il caso di un fiorista di 63 anni che aveva sviluppato una malattia caratterizzata da febbre, debolezza, calcoli urinari e sostanziale ingrossamento del fegato e della milza. Velpeau aveva notato che il sangue del paziente aveva una consistenza come pappa e ipotizzò che l'aspetto del sangue fosse dovuto ai globuli bianchi.
L'eziologia della leucemia è stata descritta la prima volta nel 1845 dal patologo Rudolf Virchow che notò un numero anormalmente elevato di globuli bianchi in un campione di sangue da un paziente. Virchow chiamò la condizione Leukämie in tedesco, che deriva da due parole in lingua greca: λευκός, leukòs, "bianco", e αἶμα, àima, "sangue"; letteralmente: "sangue bianco".
Circa dieci anni dopo le scoperte di Virchow, il patologo Franz Ernst Neumann Christian scoprì che il midollo osseo di un paziente deceduto di leucemia aveva assunto un colore "giallo-verde sporco", a differenza del normale rosso. Questa scoperta permise a Neumann di concludere che era proprio un problema al midollo osseo la causa delle anormalità nel sangue presenti nei pazienti affetti dalla malattia.
Nel 1900 la leucemia è stata considerata come una famiglia di malattie in contrapposizione ad una singola malattia. Nel 1947 il patologo Sidney Farber ritenne, grazie ad esperienze passate, che l'aminopterina, una mimica dell'acido folico, potesse potenzialmente curare la leucemia nei bambini. La maggior parte di questi bambini affetti da leucemia linfoblastica acuta che furono testati mostrarono segni di miglioramento nel loro midollo osseo, ma nessuno di loro fu effettivamente guarito. Ciò, tuttavia, portò ad ulteriori esperimenti.
Nel 1962 i ricercatori Emil J. Freireich Jr. e Emil Frei III utilizzarono la chemioterapia in combinazione per tentare di curare la leucemia. I test hanno avuto successo con alcuni pazienti che sopravvissero a lungo dopo questi tentativi.

## Epidemiologia
nessun dato
     meno di 1
     1-2
     2-3
     3-4
     4-5
     5-6
     6-7
     7-8
     8-9
     9-10
     10-11
     più di 11

Mortalità per leucemia standardizzata per età per 100000 abitanti nel 2004. (Dati OMS)
nessun dato
meno di 1
1-2
2-3
3-4
4-5
5-6
6-7
7-8
8-9
9-10
10-11
più di 11

Nel 2010, a livello mondiale, circa 281 500 persone sono morte di leucemia. Nel 2000, circa 256 000 bambini e adulti di tutto il mondo hanno sviluppato una forma di questa malattia e 209 000 morti per essa. Questo dato rappresenta da solo circa il 3% dei quasi sette milioni di decessi per cancro all'anno e circa lo 0,35% di tutte le morti per qualsiasi causa. Confrontando sedici siti differenti del corpo umano, la leucemia è stata il 12º sito più comune di malattia neoplastica e la 11ª causa più comune di decesso per cancro.
Circa 245 000 persone negli Stati Uniti sono affette da una qualche forma di leucemia, compresi quelli che hanno raggiunto la remissione o la guarigione. Circa 44 270 nuovi casi di leucemia sono stati diagnosticati nel corso del 2008 negli Stati Uniti. Questo rappresenta il 2,9% di tutti i tumori (esclusi i semplici a cellule basali e i tumori della pelle a cellule squamose) nel paese e il 30,4% di tutti i tumori del sangue.
La leucemia in età pediatrica è una malattia rara. L'incidenza media è stimata a 1:100 000. L'85% delle leucemie infantili sono di tipo acuto, di queste il 55% sono leucemia linfoblastica acuta. La forma più comune di leucemia infantile è la leucemia linfoblastica acuta tipo COMMON con un'incidenza stimata di 2,5:100 000, costituisce il 75% di tutte le diagnosi pediatriche di leucemia linfoblastica acuta. Mentre la leucemia promielocitica tipica acuta e la leucemia mieloide acuta con maturazione sono le più comuni forme di leucemia mieloide. La leucemia mielomonocitica giovanile è la forma cronica più comune di leucemia pediatrica. Tra i bambini con qualche forma di cancro, circa un terzo ha un tipo di leucemia, più comunemente la leucemia linfoblastica acuta. Uno dei tipi di leucemia è la seconda forma più comune di cancro nei bambini di età inferiore ai 12 mesi e la forma più comune di cancro nei bambini più grandi. Gli adolescenti maschi hanno più probabilità di sviluppare la malattia rispetto alle ragazze e i bambini bianchi statunitensi hanno circa il doppio delle probabilità di sviluppare la leucemia rispetto ai bambini neri connazionali. Solo circa il 3% delle diagnosi di cancro degli adulti sono di leucemia, ma perché il cancro è molto più comune tra gli adulti: oltre il 90% di tutte le leucemie sono diagnosticate negli adulti.
Si è osservato che negli Stati Uniti l'etnia è un fattore di rischio. Gli ispanici, soprattutto quelli sotto l'età di 20 anni, sono il gruppo a più alto rischio di incorrere nella condizione, mentre i bianchi, i nativi americani e i nativi asiatici sono a rischio maggiore rispetto agli afro-americani.
Il sesso è anche un fattore di rischio. Più uomini che donne con diagnosi di leucemia muoiono dalla malattia. La leucemia si riscontra il 30% più frequentemente negli uomini che nelle donne.
La leucemia si verifica più comunemente nel mondo sviluppato.

## Eziologia
Le cause che provocano tali malattie non sono ancora del tutto chiare. Attualmente sono noti alcuni fattori di rischio che possono causare la nascita delle forme leucemiche.
- Radiazioni ionizzanti; (soggetti trattati con radioterapia per altre neoplasie). Sono anche da ricordare i casi di leucemia tra i sopravvissuti delle esplosioni di Hiroshima e Nagasaki e dei liquidatori di Chernobyl.
- Benzene; presente nel petrolio e nella benzina, ampiamente usato in passato come solvente per vernici ed ora quasi del tutto bandito. Il meccanismo con cui questa semplice molecola provoca leucemie è stato ampiamente studiato in modelli animali sperimentali. Esso necessita di una conversione ossidativa in derivati vari (1,4-benzochinone, 1,2,4-tri-idrossibenzene, ecc.) che poi reagiscono col DNA in modo covalente provocando interferenza con i processi di replicazione e di riparo dell'acido nucleico.
- Il fumo di sigaretta sembra essere associato ad un maggior rischio di sviluppare leucemia mieloide acuta.
- Alcuni farmaci usati per la cura di tumori, specie se in combinazione con radioterapia, possono aumentare il rischio di leucemia "secondaria". Sicuramente i farmaci più a rischio sono gli agenti "alchilanti" (clorambucile, ciclofosfamide, nitrosouree).
- Alcune malattie come la sindrome di Down, l'anemia di Fanconi, l'atassia-teleangectasia e la sindrome di Bloom vari tipi di Anemia presenti al terzo stadio. In questo caso la mutazione genetica di alcune di queste patologie è a carico di proteine coinvolte nella riparazione del DNA. Il rischio di sviluppare una leucemia in queste malattie dipende dunque da una minore efficienza dell'organismo nel riparare il DNA dopo certe lesioni.
- Virus Umano T-linfotropico; la leucemia delle cellule T dell'adulto (ATLL) è un tipo di leucemia causato dal virus HTLV-1.
- Portano alla leucemia anche alcuni tipi di anemia (carenza di emoglobina), sviluppate ad uno stadio molto alto. L'anemia inoltre può anche essere causata dalla leucemia.

La causa delle leucemie pediatriche risulta essere in gran parte sconosciuta, tra le cause note abbiamo mutazioni genetiche, atassia-teleangectasia, sindrome di Bloom, esposizione a radiazioni ionizzanti, chemioterapia (come ad esempio il Ciclofosfamide), benzene, alcuni tipi di fertilizzanti chimici e alcuni agenti inquinanti.

## Clinica

### Classificazione
| Tipo cellulare                                      | Acuta                                         | Cronica                          |
| --------------------------------------------------- | --------------------------------------------- | -------------------------------- |
| Leucemia linfocitaria (o "linfoblastica")           | Leucemia linfoblastica acuta (LLA)            | Leucemia linfatica cronica (LLC) |
| Leucemia mielogena ("mieloide" o "non-linfocitica") | Leucemia mieloide acuta (LMA o mieloblastica) | Leucemia mieloide cronica (LMC)  |

#### Classificazione generale
Clinicamente e patologicamente, la leucemia è suddivisa in una serie di grandi gruppi. La prima divisione è tra le sue forme acute e croniche:
- La leucemia acuta è caratterizzata da un rapido aumento del numero di cellule immature del sangue. L'affollamento di tali cellule rende il midollo osseo non più in grado di produrre le cellule del sangue sane. Per la leucemia acuta è richiesto un trattamento immediato a causa della progressione rapida e per l'accumulo delle cellule maligne che poi finiscono nel flusso sanguigno e si diffondono in altri organi del corpo. Le forme acute sono le tipologie più comuni di leucemia nei bambini.
  - La leucemia cronica è caratterizzata da un eccessivo accumulo di globuli bianchi, maturi o relativamente maturi, ma anormali dal punto di vista morfologico o genetico. Tipicamente impiega mesi o anni per progredire. Le cellule vengono prodotte ad un tasso molto più alto del normale, portando ad avere molti globuli bianchi anormali. Se la leucemia acuta deve essere trattata immediatamente, le forme croniche a volte possono essere monitorate per un certo tempo prima di iniziare il trattamento, al fine di garantire la massima efficacia della terapia. La leucemia cronica si verifica soprattutto nelle persone anziane, ma può teoricamente presentarsi in qualsiasi fascia di età.

Inoltre, le leucemie vengono suddivise in base al tipo di cellula del sangue che viene influenzata. Questa categorizzazione divide le leucemie in linfoblastiche o leucemie linfocitarie e mieloidi o leucemie mieloidi:
- Le leucemie linfoblastiche o linfocitarie, la modifica cancerosa si svolge in un tipo di cellula del midollo che va normalmente a formare i linfociti, che sono cellule del sistema immunitario che combattono le infezioni. La maggior parte delle leucemie linfocitarie coinvolge uno specifico sottotipo di linfociti: i linfociti B.
- Nelle leucemie mieloidi, la modifica cancerosa si svolge in un tipo di cellula del midollo che va normalmente a formare i globuli rossi, in alcuni altri tipi i globuli bianchi o le piastrine.

La combinazione di queste due classificazioni fornisce un totale di quattro categorie principali. All'interno di ciascuna di queste quattro categorie principali, vi sono in genere diverse sottocategorie. Infine, alcuni tipi più rari sono di solito considerati al di fuori di questo schema di classificazione.

#### Tipi specifici
- La leucemia linfoblastica acuta (LLA) è il tipo più comune di leucemia che si riscontra nei bambini. Tuttavia, questa condizione colpisce anche gli adulti, in particolare quelli di età maggiore ai 65 anni. I trattamenti standard comprendono la chemioterapia e la radioterapia. I tassi di sopravvivenza variano per età: l'85% nei bambini e il 50% negli adulti.[23] I sottotipi includono la leucemia linfoblastica acuta a cellule B, il linfoma di Burkitt, la leucemia acuta bifenotipica e la leucemia linfoblastica acuta a cellule T.
- La leucemia linfatica cronica (LLC) più spesso colpisce gli adulti di età superiore ai 55 anni. Talvolta si verifica negli adulti più giovani, ma quasi mai colpisce i bambini. Due terzi delle persone colpite sono uomini. Il tasso di sopravvivenza a cinque anni è del 75%.[24] È incurabile, ma vi sono molti trattamenti efficaci. Un sottotipo è la leucemia prolinfocitica a cellule B, una condizione più aggressiva.
- La leucemia mieloide acuta (LMA) si verifica più frequentemente negli adulti che nei bambini, e più comunemente negli uomini rispetto alle donne. La LMA viene trattata con la chemioterapia. Il tasso di sopravvivenza a cinque anni è del 40%, fatta eccezione per la LPA (leucemia promielocitica acuta), che di oltre il 90%.[25] I sottotipi di LMA includono la Leucemia promielocitica acuta, la leucemia mieloblastica acuta e la leucemia megacarioblastica acuta.
- La leucemia mieloide cronica (LMC) si riscontra principalmente negli adulti, tuttavia si può verificare seppur raramente anche nei bambini. Il trattamento è tramite somministrazione di imatinib (Gleevec negli Stati Uniti, Glivec in Europa) o altri farmaci.[26] Il tasso di sopravvivenza a cinque anni è del 90%.[27][28] Un sottotipo è la leucemia mielomonocitica giovanile.
- La leucemia a cellule capellute (HCL) è a volte considerata un sottoinsieme della leucemia linfatica cronica, ma non si adatta perfettamente a questo schema. Circa l'80% delle persone colpite sono uomini adulti. Non sono stati segnalati casi nei bambini. HCL è incurabile, ma facilmente gestibile. La sopravvivenza varia dal 96% al 100% a dieci anni.[29]
- La leucemia prolinfocitica a cellule T è una condizione molto rara e aggressiva di leucemia che colpisce gli adulti, con una leggera prevalenza degli uomini rispetto alle donne.[30] Nonostante la sua relativa rarità, è anche il tipo più comune di leucemia a cellule T mature.[31] Quasi tutte le altre leucemie coinvolgono le cellule B. È difficile da trattare e la sopravvivenza mediana si misura in mesi.
- La leucemia linfocitica granulare a grandi cellule può coinvolgere sia i linfociti T che i linfociti NK; come la leucemia a cellule capellute è una leucemia rara e indolente (non aggressiva). È considerata come sottotipo della più grave Leucemia linfoblastica acuta.[32]
- Leucemia a cellule T dell'adulto è causata dal virus della Leucemia a cellule T dell'uomo (HTVL), un virus simile all'HIV. Come l'HIV, HTLV infetta le cellule T CD4+ e si replica al loro interno; tuttavia, a differenza dell'HIV, non li distrugge. L'HTLV rende “immortali” le cellule T infette, dando loro la capacità di proliferare in modo anomalo. Il virus HTLV è endemico in alcune zone del mondo.

### Sintomi

Sintomi più comuni della leucemia

I danni al midollo osseo, in grado di ridurre considerevolmente le normali cellule per via del più alto numero di globuli bianchi immaturi, si traduce in una mancanza di piastrine nel sangue che sono importanti nel processo di coagulazione del sangue. Ciò significa che i pazienti affetti da leucemia tenderanno a sviluppare più facilmente lividi, a sanguinare eccessivamente o a sviluppare piccole macchie cutanee di colore rosso vivo, chiamate petecchie.
I globuli bianchi, che sono coinvolti nel combattere contro gli agenti patogeni, possono arrivare ad essere soppressi o a non funzionare. In questo modo il sistema immunitario del paziente può non essere più in grado di difendersi da una semplice infezione oppure può iniziare ad attaccare altre cellule del corpo. Impedendo al sistema immunitario di funzionare normalmente, alcuni pazienti leucemici sperimentano infezioni frequenti che vanno da tonsillite, piaghe in bocca, diarrea, polmonite o infezioni opportunistiche.
Infine, la carenza di globuli rossi porta ad anemia, che può causare dispnea, palpitazioni e pallore.
Alcuni pazienti avvertono altri sintomi, come una sensazione di malessere, febbre, brividi, sudorazione notturna, sensazione di sintomi simil-influenzali, affaticamento e altro. Alcuni pazienti hanno anche nausea o una sensazione di pienezza allo stomaco provocata da un ingrossamento del fegato (epatomegalia) e della milza (splenomegalia); ciò può provocare una perdita di peso non intenzionale. In caso di presenza di una notevole massa tumorale, si possono riscontrare dolori muscolari o alle ossa.
Se le cellule leucemiche invadono il sistema nervoso centrale si possono presentare sintomi neurologici, in particolare mal di testa. Sintomi neurologici non comuni, come l'emicrania, le convulsioni, il coma possono verificarsi a seguito della pressione esercitata sul tronco cerebrale. Tutti i sintomi associati con la leucemia possono essere attribuiti ad altre malattie, di conseguenza essa deve essere sempre diagnosticata attraverso esami medici.
La parola leucemia, che significa "sangue bianco" deriva dall'elevato numero di globuli bianchi che la maggior parte dei pazienti affetti dalla malattia presenta prima del trattamento. Questo elevato numero si rende evidente osservando un campione di sangue al microscopio. Spesso, questi globuli bianchi sovrannumerari sono immaturi o disfunzionali. Il numero eccessivo di cellule può anche interferire con il quantitativo di ulteriori cellule, causando uno squilibrio dannoso nei valori del sangue.

### Diagnosi
La diagnosi si basa solitamente su ripetuti esami emocromocitometrici completi (esame del sangue) (numero dei globuli rossi, globuli bianchi e piastrine, livello di Hb) e determinazione dei parametri ematochimici (azotemia, glicemia, uricemia, transaminasi), sull'analisi citogenetica (studio dei cromosomi dei blasti presenti nel midollo osseo, sul prelievo di midollo osseo per analizzare frammenti di tessuto), sull'analisi immunofenotipica (tramite citometria a flusso delle cellule presenti in un campione di sangue o midollo osseo allo scopo di identificarle sulla base di specifici Ag di superficie). Importanti possono pure risultare i test di immunoistochimica per differenziare all'interno di una leucemia i vari subtipi secondo la classificazione di FAB. A dipendenza del risultato vi sono prognosi e approcci terapeutici differenti.
Dopo la diagnosi, esami ematochimici possono essere utilizzati per determinare il livello dei danni al fegato e ai reni o agli effetti della chemioterapia sul paziente. Quando sorgono preoccupazioni circa i danni causati dalla condizione, può essere utile ricorrere a tecniche di imaging biomedico come la radiografia, la risonanza magnetica o l'ecografia. Queste metodiche possono potenzialmente vedere gli effetti della leucemia su parti del corpo come le ossa (radiografia), il cervello (risonanza magnetica), o reni, milza e fegato (ecografia). Infine, la tomografia computerizzata può essere utilizzata, seppur raramente, per controllare i linfonodi nel torace.
Nonostante l'utilizzo di queste metodiche, molti pazienti non ricevono una diagnosi corretta e precoce poiché molti sintomi sono vaghi, non specifici e possono ricondurre ad altre malattie. Per questa ragione, l'American Cancer Society stima che almeno un quinto delle persone con leucemia non sono ancora state diagnosticate.

## Trattamento
La maggior parte delle forme di leucemia viene trattata con la prescrizione di farmaci, generalmente combinati in un regime chemioterapico multifarmaco. Alcuni pazienti vengono trattati anche mediante radioterapia e in alcuni casi si deve ricorrere al trapianto di midollo osseo.

### Leucemia linfoblastica acuta
Le leucemie linfoblastiche acute sono un gruppo di leucemie rare più frequenti nel bambino. Si classificano in leucemia linfoblastica acuta a cellule B e leucemia linfoblastica acuta a cellule T, e poi ulteriormente suddivise in base all'aspetto molecolare, alla maturazione cellulare e in base alla mutazione genetica caratteristica; tutt'oggi si contano più di 180 forme di questa malattia.
Il trattamento si concentra sul controllo del midollo osseo e sulla patologia sistemica (cioè su tutto il corpo). Inoltre, il trattamento deve impedire alle cellule leucemiche di diffondersi ad altri siti, in particolare al sistema nervoso centrale, ad esempio tramite punture lombari a cadenza mensile per la somministrazione di farmaci. In generale, ogni trattamento è diviso in diverse fasi:
- Chemioterapia di induzione al fine di ottenere una remissione del midollo osseo. Per gli adulti, i trattamenti standard includono la somministrazione di prednisone, vincristina e un farmaco antracicline; altri piani di trattamento farmacologico possono includere asparaginasi o ciclofosfamide. Per i bambini con basso rischio la terapia standard di solito è costituita da tre farmaci, prednisone, asparaginasi, vincristina, da assumersi per il primo mese di trattamento.
- Terapia di consolidamento o terapia intensificazione per eliminare tutte le cellule leucemiche residue. Vi sono molti approcci diversi al consolidamento, ma in genere è costituito da un trattamento multi-farmaco ad alto dosaggio che viene intrapreso per alcuni mesi. I pazienti con basso e medio-rischio ricevono la terapia insieme a farmaci antimetaboliti come il methotrexate e 6-Mercaptopurina. I pazienti ad alto rischio ricevono dosi più elevate oltre ad altri farmaci.
- Profilassi del sistema nervoso centrale (terapia preventiva) per fermare la diffusione della neoplasia al cervello e al sistema nervoso nei pazienti ad alto rischio. La profilassi standard può includere radioterapia all'encefalo e/o la somministrazione di farmaci direttamente nella colonna vertebrale.
- Trattamenti di mantenimento grazie a farmaci chemioterapici per prevenire la recidiva di malattia dopo che è stata raggiunta la remissione. La terapia di mantenimento di solito comporta dosi di farmaco inferiori e può continuare per un massimo di tre anni.
- In alternativa, il trapianto allogenico di midollo osseo può essere consigliato ai pazienti ad alto rischio o in coloro che presentano una recidiva.[35]

### Leucemia linfocitica cronica

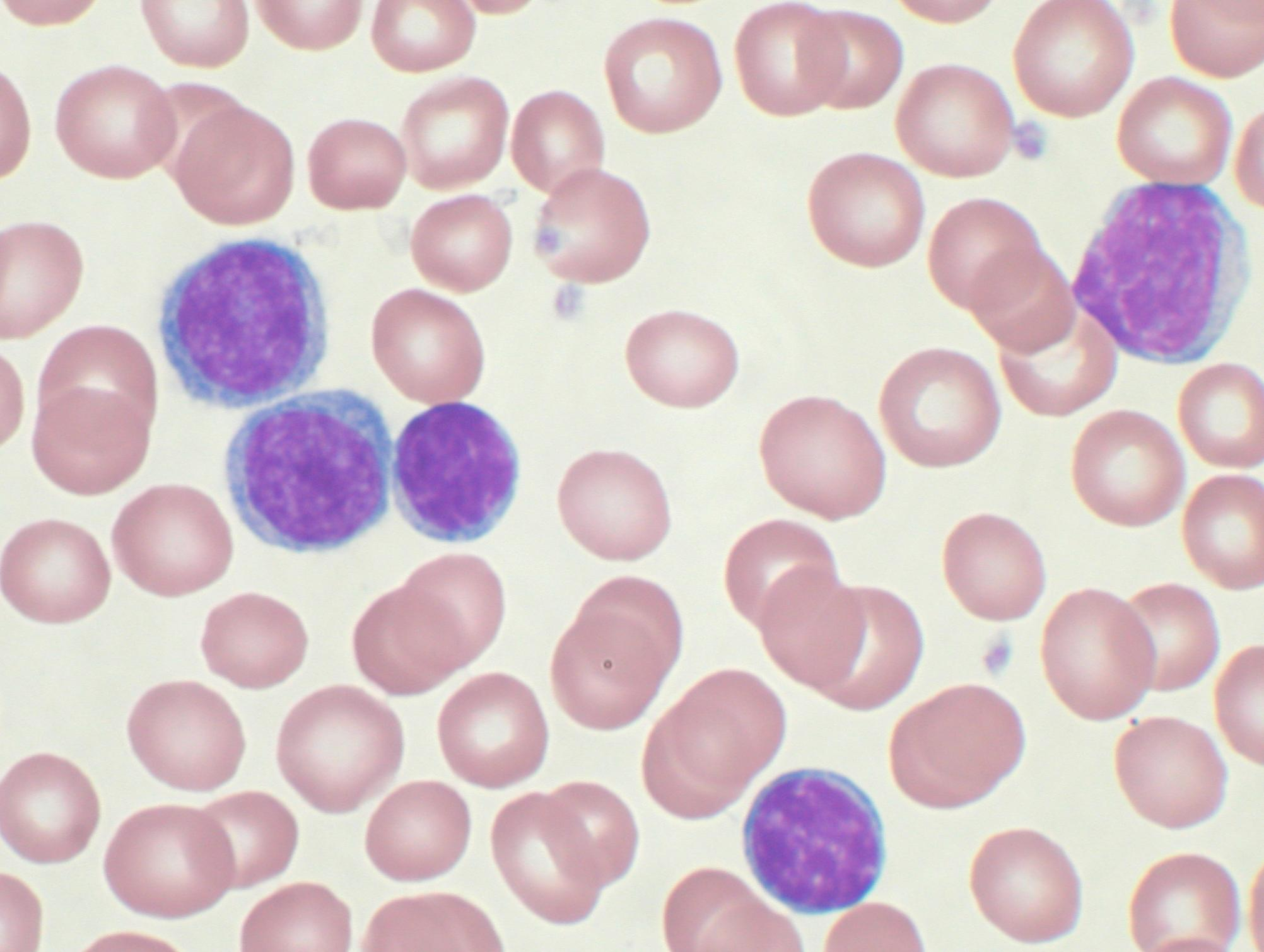
Reperto compatibile con LLC; striscio di sangue periferico che mostra elementi linfocitari con nucleo ipercromatico e scarso citoplasma.

Gli ematologi decidono il trattamento della leucemia linfocitica cronica sulla base della stadiazione e su sintomi di ogni singolo paziente. La maggioranza dei pazienti affetti da questo tipo di leucemia presenta una malattia a basso grado che non beneficia di un trattamento. Gli individui con complicanze o una malattia più avanzata tuttavia devono essere trattati. In generale, le indicazioni per il trattamento sono:
- Bassi valori di emoglobina o conta piastrinica
- Progressione ad una fase successiva della malattia
- Dolore correlato all'ingrossamento dei linfonodi e della milza
- Aumento del tasso di produzione di linfociti[36]

Con i trattamenti attualmente disponibili, la leucemia linfocitica cronica è incurabile. Il piano primario è la chemioterapia in combinazione con clorambucile o ciclofosfamide oltre a un corticosteroide come il prednisone o prednisolone. L'uso di un corticosteroide ha l'ulteriore vantaggio di sopprimere alcune malattie autoimmuni correlate, come l'anemia o la porpora trombocitopenica idiopatica. Nei casi resistenti, i trattamenti in monoterapia con farmaci nucleosidici come fludarabina, pentostatina, o cladribina possono avere successo. I pazienti più giovani possono considerare il trapianto allogenico o autologo di midollo osseo.

### Leucemia mieloide acuta
Le leucemie mieloidi acute sono la forma di leucemia globalmente più diffusa, viene classificata in 8 forme differenti (in base al fenotipo, al grado di maturazione e in base alle cellule interessate).
Molti diversi farmaci anti-tumorali risultano essere efficaci per il trattamento della leucemia mieloide acuta. Le prescrizioni variano leggermente a seconda dell'età del paziente e a seconda del sottotipo specifico della malattia. Nel complesso, la strategia consiste nel controllo del midollo osseo e della malattia sistemica, offrendo un trattamento specifico per il sistema nervoso centrale, se esso è interessato.
In generale, la maggior parte dei trattamenti si basano su combinazioni di farmaci per la fase di induzione iniziale della chemioterapia. Tale combinazione solitamente offre i vantaggi della prima remissione e un minor rischio di resistenza alle malattie. Trattamenti di consolidamento e di mantenimento hanno lo scopo di prevenire la recidiva di malattia. I trattamento di consolidamento spesso comportano una ripetizione della chemioterapia di induzione o l'intensificazione con altri farmaci. Al contrario, il trattamento di mantenimento comporta dosi di farmaci più bassi di quelle somministrate durante la fase di induzione.

### Leucemia mieloide cronica
Vi sono molti trattamenti possibili per la leucemia mieloide cronica, ma lo standard per le nuove diagnosi è la terapia con imatinib. Rispetto alla maggior parte dei farmaci anti-tumorali, l'imatinib possiede relativamente pochi effetti collaterali e può essere assunto per via orale al proprio domicilio. Con questo farmaco, più del 90% dei pazienti sono in grado di mantenere la malattia sotto controllo per almeno cinque anni, in modo che la condizione cronica diventi gestibile.
In uno stadio più avanzato e quando il paziente non è in grado di tollerare l'imatinib o se il paziente desidera tentare una cura permanente, allora può essere eseguito un trapianto di midollo osseo allogenico. Questa procedura comporta la chemioterapia ad alte dosi e l'irraggiamento del corpo, seguiti dall'infusione di midollo osseo da un donatore compatibile. Circa il 30% dei pazienti muore in seguito a questa procedura.
La leucemia mieloide cronica è l'unica leucemia cronica presente nell'età pediatrica, è piuttosto rara ed è classificata in tre principali forme: leucemia mielomonocitica giovanile, leucemia mieloide cronica ph+, e in leucemia mieloide cronica ph-.

### Leucemia a cellule capellute
I pazienti con leucemia a cellule capellute e che non presentano sintomi, di solito non ricevono un trattamento immediato. Il trattamento è generalmente considerato necessario quando il paziente mostra segni e sintomi come una conta di cellule del sangue bassa (ad esempio, una conta dei neutrofili al di sotto 1.0 K/mL), infezioni frequenti, lividi inspiegabili, anemia o fatica abbastanza significativa per interrompere la vita quotidiana del paziente.
I pazienti che hanno bisogno di un trattamento di solito ricevono o cladribina per una settimana, somministrata quotidianamente per infusione endovenosa o con una semplice iniezione sotto la pelle, o sei mesi di pentostatina, somministrata ogni quattro settimane per infusione endovenosa. Nella maggior parte dei casi, un ciclo di trattamento produrrà una remissione duratura.
Altri trattamenti comprendono l'infusione di rituximab o l'auto-iniezione di interferone-alfa. In casi limitati, il paziente può beneficiare di una splenectomia (asportazione della milza). Questi trattamenti non sono in genere proposti come primo trattamento perché i loro tassi di successo sono inferiori alla cladribina o alla pentostatina.

### Leucemia prolinfocitica a cellule T
La maggior parte dei pazienti con leucemia prolinfocitica a cellule T, una leucemia rara e aggressiva con una sopravvivenza mediana di meno di un anno, richiedono un trattamento immediato.
questo tipo di leucemia è difficile da trattare e non risponde alla maggior parte dei farmaci chemioterapici disponibili.[41] Molti trattamenti diversi sono stati tentati con scarso successo: analoghi delle purine (pentostatina, fludarabina, cladribina), clorambucile e varie forme di chemioterapia di combinazione (ciclofosfamide, doxorubicina, vincristina, prednisone, ciclofosfamide, vincristina, vincristina, doxorubicina, etoposide, ciclofosfamide, bleomicina). L'Alemtuzumab (Campath), un anticorpo monoclonale che attacca le cellule bianche del sangue, è stato utilizzato con maggiore successo rispetto alle precedenti opzioni.
Ad alcuni pazienti che rispondono al trattamento con successo, viene proposto anche il trapianto di cellule staminali ematopoietiche per consolidare la risposta.

### Leucemia mielomonocitica giovanile
Il trattamento per la leucemia mielomonocitica giovanile può includere la splenectomia, la chemioterapia e il trapianto di midollo osseo.

## Prognosi
La prognosi cambia a seconda della forma leucemica coinvolta, ad esempio nella forma AML, leucemia acuta mielogena la sopravvivenza a cinque anni è stata calcolata al 40%.
La prognosi in età pediatrica è generalmente buona e varia da tipo a tipo. Le forme più curabili sono la leucemia promielocitica acuta e la leucemia mieloide acuta ad elevata maturazione, nelle quali le prognosi sono rispettivamente del 98% e del 93%. Le forme meno curabili sono le leucemie linfoblastiche a cellule B a bassa maturazione in cui la prognosi ammonta a meno del 10% a 2 anni. Del resto la sopravvivenza media delle altre forme di leucemia infantile è del 75%.